# Веселе (Близнюківська селищна громада)
Весе́ле — село в Україні, у Близнюківській селищній громаді Лозівського району Харківської області. Населення становить 215 осіб. До 2020 року орган місцевого самоврядування — Верхньосамарська сільська рада.

## Географія
Село Веселе розташоване за 200 км від обласного центру, 54 км від районного центру та 34 км від центру селищної громади, на лівому березі річки Самара, від річки його відділяє 0,5 км заливних лугів. На протилежному березі розташоване сусіднє село Варварівка. Примикає до села Верхня Самара.

## Історія
Село засноване на початку XX століття, а також існує версія, що село засноване у 1675 році.
З 7 березня 1923 року село перебувало в складі Близнюківського району Харківської області.
У 1942—1943 роках, під час Другої світової війни, точилися запеклі бої у районі села Веселе. Особливо запеклі бої точились у вересні 1943 року. Радянські вояки, які загинули в боях з німецько-нацистськими загарбниками за визволення села Веселого у 1942—1943 роках. З похованих в братській могилі в центрі села. У могилі 135 вояків відомі прізвища лише 18-ти.
12 червня 2020 року, відповідно до розпорядження Кабінету Міністрів України № 725-р «Про визначення адміністративних центрів та затвердження територій територіальних громад Харківської області», село Верхньосамарської сільської ради увійшло до складу Близнюківської селищної громади.
19 липня 2020 року, в результаті адміністративно-територіальної реформи та ліквідації Близнюківського району, село увійшло до складу новоутвореного Лозівського району Харківської області.

## Населення

### Мова
Розподіл населення за рідною мовою за даними перепису 2001 року:
| Мова       | Кількість | Відсоток |
| ---------- | --------- | -------- |
| українська | 202       | 93.95%   |
| російська  | 13        | 6.05%    |
| Усього     | 215       | 100%     |

## Колишні об'єкти соціальної сфери
- Дитячий дошкільний навчальний заклад — закритий тп зруйнований (розібраний місцевими жителями).
- Клуб — був закритий, потім використовувався як склад, а після — зруйнований (демонтований місцевими жителями).